# Alticola lemminus
Alticola lemminus és una espècie de mamífer rosegador de la família dels cricètids. Viu a altituds d'entre 0 i 2.000 msnm al nord-est de Sibèria (Rússia). S'alimenta principalment de molsa i liquen i, en menor mesura, de matolls i herba. El seu hàbitat natural són les zones rocoses. És una espècie en risc mínim, és a dir, no sembla que hi hagi cap amenaça significativa per a la seva supervivència. El seu nom específic, lemminus, significa ‘semblant a un lèmming’ en llatí.